# أوتو شتولتس
أوتو شتولتس (بالألمانية: Otto Stolz)‏ (و. 1842 – 1905 م) هو رياضياتي، وأستاذ جامعي نمساوي، كان عضوًا في الأكاديمية النمساوية للعلوم، والأكاديمية البافارية للعلوم والعلوم الإنسانية، توفي في إنسبروك، عن عمر يناهز 63 عاماً.

## التعليم
تعلم في جامعة إنسبروك.